# Thioptera
Thioptera là một chi bướm đêm thuộc họ Noctuidae, hiện tại nó được coi là đồng nghĩa của Marimatha.

## Former species
- Thioptera aurifera Walker, [1858]
- Thioptera auruda Schaus, 1898
- Thioptera furcata Walker, [1858]
- Thioptera intensifica Dyar, 1914
- Thioptera nigrofimbria Guenée, 1852
- Thioptera obliquata Herrich-Schäffer, 1868
- Thioptera rufescens Hampson, 1910